# 31-я дивизия подводных лодок
31-я Краснознамённая ордена Нахимова дивизия подводных лодок — соединение подводных лодок Северного флота СССР и России, образованное в 1961 году. Первая в истории ВМФ СССР дивизия атомных подводных ракетоносцев. Имеет на вооружении стратегические подводные лодки проектов 667БДРМ и 955(А). Является основной частью морских стратегических ядерных сил на Северном флоте ВМФ России.

## История соединения

### Проект 658 (1961—1968)
31-я дивизия образована одновременно с 3-й дивизией на базе 206-й отдельной бригады подводных лодок согласно приказу командующего Северным флотом от 15 июля 1961 года. Местом базирования определена бухта Малая Лопаткина (Западная Лица). Дивизии были включены в состав формирующейся 1-й флотилии подводных лодок. Командир дивизии — капитан 1 ранга А. И. Сорокин. В состав соединения были включены три новейших атомных ракетоносца проекта 658: К-19 (капитан 2 ранга Н. В. Затеев), К-33 (капитан 3 ранга В. В. Юшков), К-55 (капитан 2 ранга В. И. Зверев), а также 185-й экипаж, плавбаза «Двина», плавказармы «ПКЗ-104» и «ПКЗ-71».
В течение 1962 года в состав дивизии вошло ещё 5 новых подводных лодок проекта 658: К-40, К-16, К-145, К-149, К-178, таким образом в 31-й ДиПЛ были собраны все восемь построенных кораблей этого проекта.
В 1963 году К-178 совместно с К-115 из 3-й ДиПЛ впервые в советском флоте совершили подлёдный автономный межфлотский переход на Тихоокеанский флот, прибыв в пункт базирования Вилючинск. Обе лодки вошли в состав 45-й дивизии подводных лодок.
| Наименование | Модификация | Предыдущая служба       | Период в строю | Дальнейшая служба        |
| ------------ | ----------- | ----------------------- | -------------- | ------------------------ |
| К-19         | 658, 658М   | Переданы из 206-й ОБрПЛ | 1961—1969      | Переданы в 18-ю ДиПЛ     |
| К-33         | 658, 658М   | Переданы из 206-й ОБрПЛ | 1961—1968      | Переданы в 18-ю ДиПЛ     |
| К-55         | 658         | Переданы из 206-й ОБрПЛ | 1961—1968      | Переданы в 18-ю ДиПЛ     |
| К-40         | 658         | Построены («Севмаш»)    | 1962—1968      | Переданы в 18-ю ДиПЛ     |
| К-16         | 658         | Построены («Севмаш»)    | 1962—1968      | Переданы в 18-ю ДиПЛ     |
| К-145        | 658         | Построены («Севмаш»)    | 1962—1968      | Переданы в 18-ю ДиПЛ     |
| К-149        | 658         | Построены («Севмаш»)    | 1962—1968      | Переданы в 18-ю ДиПЛ     |
| К-178        | 658         | Построены («Севмаш»)    | 1962—1963      | Передана в 45-ю ДиПЛ ТОФ |

В декабре 1964 года дивизия передислоцирована в Сайда-губу (Гаджиево), и переподчинена 12-й эскадре подводных лодок Северного Флота. На тот момент К-19 и К-33 были модернизированы по проекту 658М и получили ракеты Р-21 с увеличенной дальностью и подводным стартом.
В марте 1965 года К-16 первой из лодок соединения совершила боевую службу в Атлантическом океане. В сентябре 1967 года К-33 впервые в истории ВМФ СССР произвела залп полным боекомплектом (3 БРПЛ). В ноябре 1968 года К-33 при выходе на боевую службу впервые форсировала Датский пролив подо льдом.

### Проект 667А (1967—1994)
27 ноября 1967 года в состав соединения включена К-137 «Ленинец», головная подводная лодка проекта 667А «Навага», командир — В. Л. Березовский. Именно его разработки в дальнейшем стали основой корабельных расписаний подводных лодок проекта 667А.
В декабре 1968 года все лодки проекта 658М переданы в состав 18-й дивизии подводных лодок, причём К-55 вскоре была переведена на Тихоокеанский флот в состав 10-й ДиПЛ. К концу 1968 года в состав соединения входило шесть новейших лодок проекта 667А, у трёх из них также имелись вторые экипажи — у «К-137», «К-140», «К-26».
1 октября 1969 года К-207 произвела погружение на предельную глубину 400 метров в Норвежском море.
19 декабря 1969 года К-32 успешно выполнила залповую стрельбу восемью баллистическими ракетами.
К концу 1969 года три корабля были переданы в состав формирующейся 19-й дивизии подводных лодок.
Апрель 1970 подводные крейсеры соединения приняли участие в манёврах ВМФ «Океан-70»: апкр «К-395» (667А) успешно выполнил ракетную стрельбу, осуществил заход в порт Сьенфуэгос (Куба); апкр «К-253» (667А) успешно выполнил ракетную стрельбу из северо-восточной Атлантики по цели в акватории Норвежского моря. апкр «К-140» (667А) и апкр «К-32» (667А) участвовали в учении находясь на боевой службе в Западной Атлантике.
За успешные действия на манёврах ВМФ «Океан-70» дивизия была награждена Вымпелом Министра обороны СССР «За мужество и воинскую доблесть».
22 апреля 1970 года дивизия награждена Ленинской юбилейной Почётной грамотой ЦК КПСС, Президиума Верховного Совета СССР и Совета Министров СССР. Кроме того, дважды в 1967 и 1970 году награждалась Красным Знаменем ЦК КПСС, Президиума Верховного Совета и Совета Министров СССР.
1971 год апкр «К-411» (667а) в ходе высокоширотного похода первым из ракетоносцев ВМФ достиг Северного полюса. Из-за тяжёлой ледовой обстановки всплыть на поверхность не удалось. За успешное выполнение поставленной задачи экипаж апкр «К-411» первым в ВС СССР награждён вымпелом Министра обороны СССР «За мужество и воинскую доблесть»
1972 год апкр «К-415» (667А) совершил межфлотский переход в пб. Вилючинск ТОФ «южным маршрутом» вокруг Южной Америки через пролив Дрейка. За успешное выполнение поставленной задачи экипаж апкр «К-415» награждён вымпелом Министра обороны СССР «За мужество и воинскую доблесть».
21.10.1972 апкр «К-245» (667АУ) выполнил первое в истории ВМФ СССР всплытие подводного ракетоносца на Северном полюсе.
Ноябрь 1972 апкр «К-207» (667А) завоевал приз ГК ВМФ «За ракетную стрельбу». Приз вручался кораблям соединения 9-й год подряд (начиная с 1964 года), кубок оставлен в дивизии на вечное хранение.
В декабре 1972 года в боевом составе соединения находились 11 апкр проекта 667А: «К-140», «К-32», «К-216», «К-207», «К-253», «К-395», «К-411», «К-426», «К-245», «К-219», «К-444».

### Проект 667БД/БДР (1975—2008)
30 сентября 1975 года в состав соединения зачислен головной апкр проекта 667БД «К-182» «60 лет Великого Октября».
23 февраля 1978 года «за успехи в боевой подготовке, успешное освоение новой техники и оружия и в связи с 60-летием со дня образования Советской Армии и Военно-Морского Флота» дивизия награждена орденом Красного Знамени.
Осенью 1978 года «К-92» (667БД) выполнила ракетную стрельбу при стоянке у причала из пункта манёвренного базирования Порчниха.
В апреле 1982 года «К-92» (667БД) осуществила поход в северную часть Карского моря, в назначенном районе произвела подрыв льда боевыми торпедами, всплыла в образовавшейся полынье в стартовое положение и успешно произвела двухракетный залп. За успешное выполнение поставленной задачи экипаж «К-92» награждён вымпелом Министра обороны СССР «За мужество и воинскую доблесть».
На декабрь 1982 года, в боевом составе соединения находилось 10 атомных подводных лодок — 6 проекта 667А: «К-140», «К-32», «К-216», «К-395», «К-426», «К-444» и 4 проекта 667БД «К-182», «К-92», «К-193», «К-421».
В 1984 году дивизия была награждена переходящим Красным Знаменем Военного Совета Северного флота «Лучшему соединению флота».
1986 год «К-193» впервые выполнила торпедную и ракетную стрельбы из положения на подводном якоре.
Август-ноябрь 1990 «К-449» совершила межфлотский переход подо льдами Арктики в пункт базирования Вилючинск ТОФ.
В июле 1991 года «К-487» впервые произвела покладку на грунт ракетоносца проекта 667БДР с выполнением торпедной и ракетной стрельбы из положения на грунте.
Декабрь 1994 года в боевом составе соединения находилось 8 крейсеров — 4 апкр проекта 667БДР: К-424, «К-487», «К-496», «К-44» и 4 апкр проекта 667БД «К-182», «К-92», «К-193», «К-421».
В июле 1995 года к новому месту базирования в б. Ягельная в состав 31 дивизии из Гремихи после расформирования 41-й и 3-й дивизий подводных лодок прибыли две подводные лодки проекта 667Б — К-447 и К-457.
В 1999 году подписан договор «Об установлении шефских связей и сотрудничестве между Ставропольским краем и 31-й Краснознамённой дивизией пл (СН)».
6 апреля 2000 года подводная лодка К-496 «Борисоглебск» успешно выполнила ракетную стрельбу БРПЛ, за пуском с борта апкр К-18 «Карелия» наблюдал исполняющий обязанности Президента РФ В. В. Путин.

### Проект 667БДРМ и 955 (2000—н.в.)
01 сентября 2000 года расформирована 13-я дивизия пл. Входившие в её состав шесть апкр проекта 667БДРМ перечислены в состав 31-й дивизии пл 3-й ФлПЛ СФ.
Декабрь 2001 года в боевом составе соединения находилось 9 крейсеров — 6 апкр проекта 667БДРМ: К-51 «Верхотурье», К-84 «Екатеринбург», К-114 «Тула», К-117 «Брянск», К-18 «Карелия», К-407 «Новомосковск», 2 апкр проекта 667БДР: К-496 «Борисоглебск», К-44 «Рязань», и 1 апкр пр. 667Б К-447 «Кисловодск».
Декабрь 2002 в Кремле Президент РФ Путин В. В. вручил командиру 31 дивизии пл контр-адмиралу Положему И. В. орден «За морские заслуги» за №-001.
В 2006 году апкр К-84 «Екатеринбург» (667бдрм) из приполюсного района осуществил пуск БРПЛ по полигону Чижа Архангельской области.
Август — сентябрь 2008 апкр «К-44» «Рязань» (667бдр) совершил межфлотский переход подо льдами Арктики в пб. Вилючинск ТОФ. апкр К-44 «Рязань» передан в состав 25 дивизии пл ТОФ.
11 октября 2008 года апкр «К-114» «Тула» (667бдрм) успешно выполнил ракетную стрельбу БРПЛ «Синева», по цели находящейся в экваториальной части Тихого океана. В ходе стрельбы установлен рекорд дальности полёта БРПЛ −11547 километров. За пуском с борта тавкр «Адмирал флота Советского Союза Кузнецов» наблюдал Президент РФ Медведев Д. А.
В 2009 году апкр К-117 «Брянск» (667бдрм) из приполюсного района осуществил пуск БРПЛ по полигону Чижа Архангельской области, апкр К-84 «Екатеринбург» (667бдрм) из ледового района Карского моря успешно осуществил пуск БРПЛ по настильной траектории по полигону Кура на Камчатке.
В 2013 году после сложных 4-х летних испытаний в состав ВМФ принят головной подводный ракетоносец 4-го поколения К-535 «Юрий Долгорукий» (955). В торжественной церемонии подъёма Андреевского флага участвовал Министр обороны России генерал армии Шойгу С.К.
Декабрь 2014 года в боевом составе соединения находилось 9 крейсеров — 6 апкр проекта 667БДРМ: К-51 «Верхотурье», К-84 «Екатеринбург», К-114 «Тула», К-117 «Брянск», К-18 «Карелия», К-407 «Новомосковск» и 3 апкр проекта 955: К-535 «Юрий Долгорукий», К-550 «Александр Невский», К-551 «Владимир Мономах».
В 2015 году апкр К-535 «Юрий Долгорукий» (955) успешно выполнил задачи первой боевой службы в приполюсном районе Арктики. В ходе этого похода успешно завершены государственные испытания навигационного комплекса в высоких широтах.
2015—2016 год, после двухгодичной подготовки последовательно совершили межфлотский переход подо льдами Арктики в пб. Вилючинск ТОФ апкр К-550 «Александр Невский» (955) и апкр К-551 «Владимир Мономах» (955), переданы в состав 25 дивизии пл ПС ТОФ.
22 мая 2018 года апкр К-535 «Юрий Долгорукий» (955) из акватории Белого моря выполнил залповую ракетную стрельбу 4-мя БРПЛ «Булава», по полигону Кура на Камчатке.
Летом 2019 года апкр «К-114» «Тула» (667бдрм) из приполюсного района успешно осуществил пуск БРПЛ по полигону Чижа Архангельской области.
12 июня 2020 года в состав соединения вошёл новейший апкр проекта 955А К-549 «Князь Владимир». В торжественной церемонии подъёма Андреевского флага участвовал Главнокомандующий ВМФ адмирал Евменов Н. А.
В марте-апреле 2021 года в районе острова Земля Александры и прилегающей к нему акватории архипелага Земля Франца-Иосифа, покрытой сплошным льдом, подводные крейсеры К-114 «Тула» и К-549 «Князь Владимир» совместно с АПЛ БС-64 «Подмосковье» приняли участие в комплексной арктической экспедиции «Умка-2021» в ходе которой ими выполнены торпедные стрельбы и всплытие трёх подводных лодок из-подо льда в ограниченном районе радиусом 300 метров.
23 июля 2021 года Указом Президента Российской Федерации № 430 за заслуги в укреплении обороноспособности страны, высокие показатели в боевой подготовке, мужество и самоотверженность, проявленные личным составом в ходе выполнения учебно-боевых и специальных задач 31-я Краснознамённая дивизия подводных лодок награждена орденом Нахимова. Орден вручил министр обороны Сергей Шойгу 2 декабря 2021 года.
В июле 2021 года подводный крейсер К-549 «Князь Владимир», успешно совершил межфлотский переход в акваторию Балтийского моря, где 25 июля 2021 года принял участие в Главном военно-морском параде на рейде Кронштадта.
За 60 лет существования соединения (по состоянию на 2021 год) его подводники успешно выполнили задачи сотен боевых служб и боевых дежурств, освоили 11 проектов подводных лодок и 9 типов ракетных комплексов. В послужном списке 31-й дивизии — подлёдные походы, межфлотские переходы, освоение новой техники и воспитание профессиональных кадров. За 60 лет в составе соединения входили 45 атомных подводных крейсеров — атомные рпл пр. 658, 658М — 8 единиц, апкр пр. 667А, 667АУ, 667АМ — 15 единиц, апкр пр. 667Б — 2 единицы, апкр пр. 667БД — 4 единицы, апкр пр. 667БДР — 6 единицы, апкр пр. 667БДРМ — 6 единицы, апкр пр. 955, 955А — 4 единицы.

## Состав
На вооружении дивизии в разное время состояли подводные лодки проектов: 658, 667А «Навага», 667Б «Мурена», 667БДР «Кальмар».
По состоянию на 2024 год вооружена подводными лодками проектов 667БДРМ «Дельфин» и 955/955А «Борей».
| Проект            | Наименование            | Статус                      | Примечание                   |
| ----------------- | ----------------------- | --------------------------- | ---------------------------- |
| 667БДРМ «Дельфин» | К-51 «Верхотурье»       | В строю                     | В составе флота с 1984 года. |
| 667БДРМ «Дельфин» | К-114 «Тула»            | В строю                     | В составе флота с 1987 года. |
| 667БДРМ «Дельфин» | К-117 «Брянск»          | На испытаниях после ремонта | В составе флота с 1988 года. |
| 667БДРМ «Дельфин» | К-18 «Карелия»          | В ремонте с 2022            | В составе флота с 1989 года. |
| 667БДРМ «Дельфин» | К-407 «Новомосковск»    | В строю                     | В составе флота с 1990 года. |
| 955 «Борей»       | К-535 «Юрий Долгорукий» | В ремонте                   | В составе флота с 2013 года. |
| 955А «Борей-А»    | К-549 «Князь Владимир»  | В строю                     | В составе флота с 2020 года  |
| 955А «Борей-А»    | К-555 «Князь Пожарский» | В строю                     | В составе флота с 2025 года  |

## Командиры
- капитан 1 ранга Сорокин Анатолий Иванович (07.1961 — 08.1963)
- контр-адмирал Шаповалов Владимир Семёнович (08.1963 — 1965)
- контр-адмирал Юшков Виктор Владимирович (1965 — 10.1968)
- вице-адмирал Матушкин Лев Алексеевич (10.1968 — 07.1973)
- контр-адмирал Воронов Юрий Александрович (07.1973 — 1976)
- контр-адмирал Фёдоров Юрий Александрович (1976—1980)
- контр-адмирал Литвинов Иван Никитович (1980—1983)
- капитан 1 ранга Петелин Александр Александрович (1983—1985)
- контр-адмирал Кузнецов Владимир Николаевич (1985 — 11.1987)
- контр-адмирал Берзин Александр Александрович (11.1987 — 07.1990)
- контр-адмирал Сухачёв Юрий Александрович (07.1990 — 1993)
- контр-адмирал Симоненко Сергей Викторович (1993 — 04.1996)
- капитан 1 ранга Максимов Николай Михайлович (04.1996 — 08.1998)
- контр-адмирал Лебедев Владимир Михайлович (08.1998 — 09.2000)
- контр-адмирал Положий Иван Викторович (09.2000 — 12.2002)
- капитан 1 ранга Воложинский Андрей Ольгертович (12.2002 — 11.2005)
- контр-адмирал Рябухин Андрей Владимирович (11.2005 — 2007)[2]
- капитан 1 ранга Моисеев Александр Алексеевич (2007 — 08.2009)
- капитан 1 ранга Кораблёв Андрей Михайлович (08.2009 — 2012)
- контр-адмирал Романов Аркадий Юрьевич (2012 — 04.2016)
- капитан 1 ранга Коваленко Анатолий Леонидович (с 04.2016 — 07.2017)
- контр-адмирал Наварский Аркадий Антонович (с 07.2017 — 12.2019)
- контр-адмирал Кельбас Степан Петрович (12.2019 — 2023)
- капитан 1-го ранга Юрков Андрей Анатольевич (2023—2025)

## Награды и наименования
| Награда                | Дата               | За что получена |
| ---------------------- | ------------------ | --- |
| Орден Красного Знамени | 23 февраля 1978 г. | «за успехи в боевой подготовке, успешное освоение новой техники и оружия и в связи с 60-летием со дня образования Советской Армии и Военно-Морского Флота» |
| Орден Нахимова         | 23 июля 2021 г.    | «за успешное освоение современного подводного оружия и в честь 60-летия со дня образования»                                                                |

- К-18 «Карелия» на боевом дежурстве, 1 января 1994 г.
- И. о. президента РФ В. В. Путин во время наблюдения за боевыми учениями Северного флота с борта К-18 «Карелия», 6 апреля 2000 г.
- К-114 «Тула» у причала военно-морской базы Гаджиево, 31 марта 2011 г.
- К-535 «Юрий Долгорукий» выходит из Никольского устья Белого моря, 28 июля 2010 г.

## Герои дивизии
- Сорокин Анатолий Иванович, вице-адмирал, Герой Советского Союза.
- Матушкин Лев Алексеевич, вице-адмирал, Герой Советского Союза.
- Березовский, Вадим Леонидович, контр-адмирал, Герой Советского Союза.
- Михайловский, Аркадий Петрович, адмирал, Герой Советского Союза.
- Берзин, Александр Александрович, контр-адмирал, Герой России.
- Рачук, Сергей Владимирович, контр-адмирал, Герой России.
- Моисеев, Александр Алексеевич, адмирал, Герой России.